# Stigmatopteris litoralis
Stigmatopteris litoralis är en träjonväxtart som beskrevs av Eduard Rosenstock. Stigmatopteris litoralis ingår i släktet Stigmatopteris och familjen Dryopteridaceae. Inga underarter finns listade.